# Comuna Șestirnea, Șîroke
Șestirnea (în ucraineană Шестірня) este o comună în raionul Șîroke, regiunea Dnipropetrovsk, Ucraina, formată din satele Hannivka, Novokurske și Șestirnea (reședința).

## Demografie
Componența lingvistică a satului Șestirnea
     Ucraineană (93,97%)
     Rusă (5,5%)
     Alte limbi (0,53%)
Conform recensământului din 2001, majoritatea populației satului Șestirnea era vorbitoare de ucraineană (93,97%), existând în minoritate și vorbitori de rusă (5,5%).